# 黄金まくわ

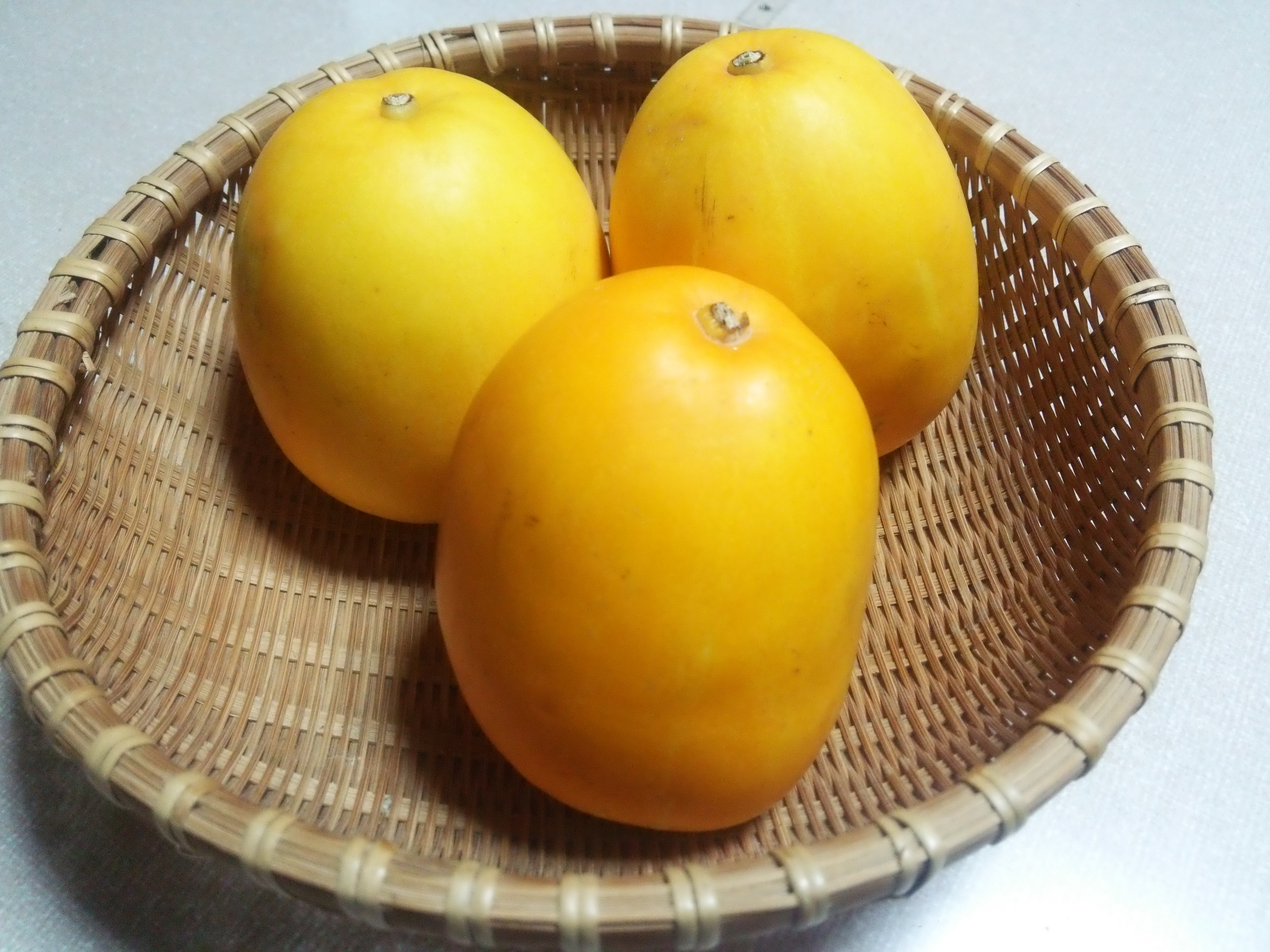
大和伝統野菜「黄金まくわ」

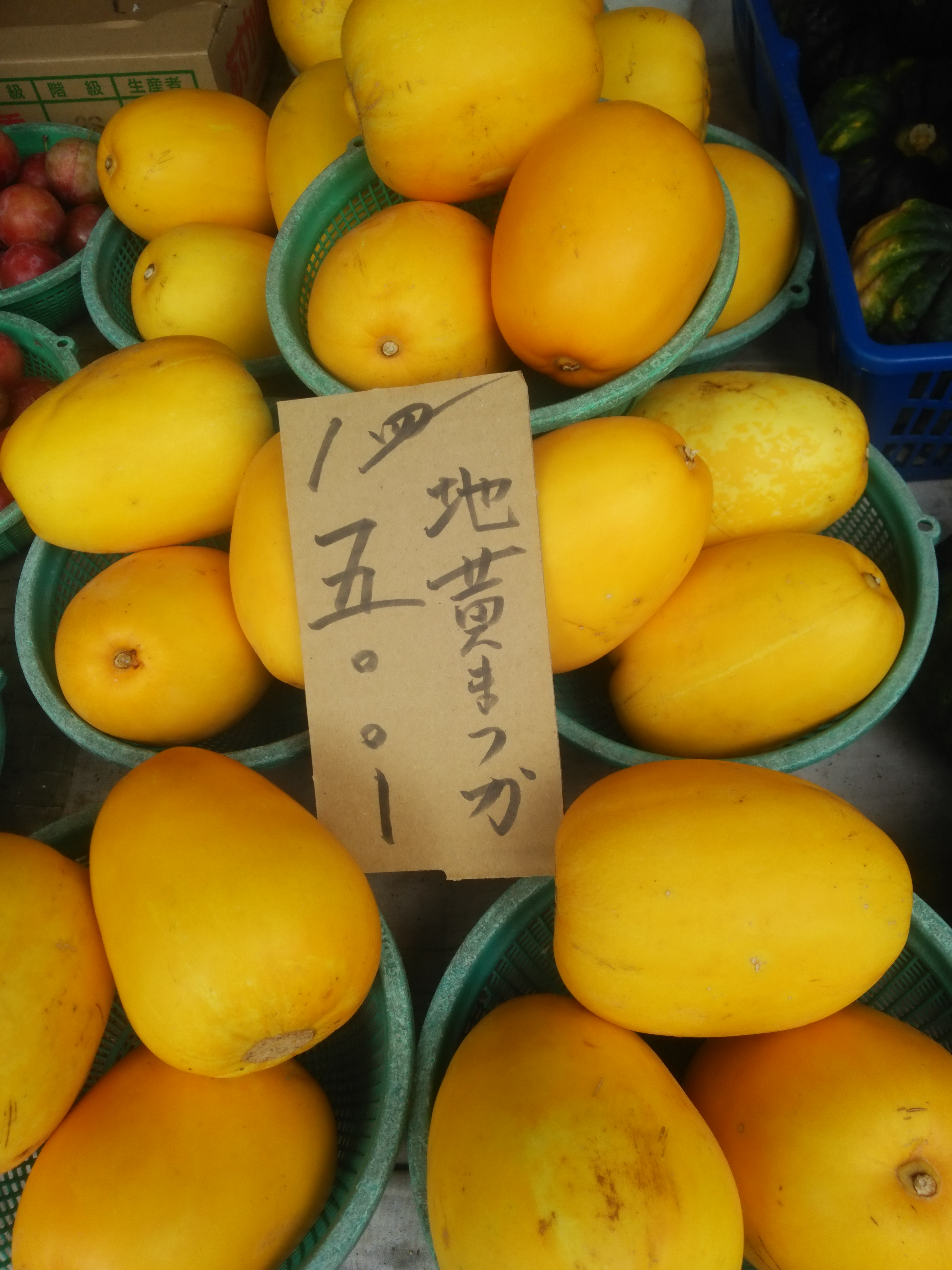
店頭に並ぶ「黄金まくわ」

黄金まくわ（おうごんまくわ）は、ウリ科の果菜で、奈良県在来のマクワウリの品種である。
県内で古くから栽培され、親しまれてきた伝統野菜の一つであり、全国の地方品種の中でも優れた特徴をもつ奈良のマクワウリが、「黄金まくわ」の名で、奈良県により「大和野菜」に認定されている。

## 歴史
大和でのウリの栽培の歴史は古く、約2000年前の弥生時代の遺跡である唐古・鍵遺跡（奈良県磯城郡田原本町）では、土器に付着したウリの種子が見つかっている。橿原神宮外苑（奈良県橿原市）の上代井遺構からはウリの皮が、平城宮跡東方官衙地区（奈良市）からは種が、また西大寺食堂院井戸（奈良市）からは「瓜」と書かれた木簡と種が、それぞれ出土している。

万葉集にはウリにまつわる山上憶良の『子を思ふ歌』が収められている。

平安時代中期の学者藤原明衡の『新猿楽記』には、登場人物「四郎君」が集めた諸国土産の中に「大和瓜」が挙げられている。また、平安時代末期に成立した『今昔物語集』の巻第二十八第四十「外術を以て瓜を盗み食はれし語」に、「大和国より多くの馬どもに瓜を負はせつれて、下衆ども多く京へ上りけるに」とある。さらに、鎌倉時代の1254年（建長六年）に成立した『古今著聞集』の巻七の二九五「陰陽師晴明、早瓜に毒気あるを占ふ事」に、「御堂関白殿、御物忌に、解脱寺僧正勧修、陰陽師晴明、医師忠明、武士義家朝臣、参籠して侍りけるに、五月一日、南都より初瓜を奉りたりけるに」とある。これらの記述から、10世紀終わりから11世紀初めには大和がマクワウリの名産地として知られていたことが分かる。
大正時代に奈良県農事試験場で在来の系統を導入して育成された「奈良1号」がマクワウリの基準品種であるという説もあるが、奈良県農林部農業水産振興課では、「奈良県農事試験場において、昭和初期から品種育成に着手し、昭和11年に育成された『黄1号』はマクワの基準品種である。」としている。

1929年（昭和4年）に奈良県農事試験場がマクワウリの本格的な品種育成に着手し、在来の「黄甜瓜」をはじめ「銀甜瓜」「白甜瓜」からそれぞれ系統選抜による改良を行った。
奈良県内では「まっか」と呼び、古くからなじみのある食べ物で、外見の色や形が美しいので、お盆のお供え物としてよく使われてきた。1960年代（昭和30年代）までは、甘く、香りの良いマクワウリは高級食材として愛され、全国各地で多くの地方品種が栽培されてきた。1955年（昭和30年）の作付け面積は120ha、栽培農家1330戸、大阪中央市場で「大和マクワ」のシェアは85.6%を占めていた。ところが1962年（昭和37年）にマクワウリとヨーロッパ系メロンを交配した「プリンスメロン」が誕生し、さらにネットメロンの普及によって、糖度で劣るマクワウリの生産は激減した。しかし、お盆のお供えとしての需要と、昔ながらの懐かしく素朴な風味を楽しむ人々に愛され、県内各地の家庭菜園で栽培され続けている。2006年（平成18年）12月22日、奈良県から大和の伝統野菜として 「大和野菜」 に認定された。

## 特徴
- 黄金まくわは、果皮が黄金色で、中の果肉は白く、形は砲弾型もしくは俵型をしている。果実は300g前後で果肉がしっかりしている。
- 暑さや病気に強く、作りやすい家庭菜園向きのウリである。
- 開花後40日前後で収穫でき、オレンジ色がかってきたら収穫の適期である。
- 糖度は収穫直前に急激に上昇するが、収穫期まで窒素が効いていると、糖分の蓄積が悪くなるので、収穫前に窒素が切れる施肥が理想とされる。

## 産地
- 奈良県内一円で栽培される。

## 利用法
夏が旬で、生食すれば、梨にも似たシャキッとした口あたりと、メロンのような香り、さわやかな甘みは、暑い季節に清涼感を味わえる。ジュースにしても良い。
昔は井戸水で冷やして食べたが、今は食べる直前に冷蔵庫で冷やすとおいしく食べられる。

## その他
- 園芸分野では果菜（実を食用とする野菜）とされるが、青果市場での取り扱いや、栄養学上の分類では果物あるいは果実と分類される。